# Ла-Ресолана
Ла-Ресолана (исп. La Resolana), до 2003 года Касимиро-Кастильо (исп. Casimiro Castillo) — посёлок в Мексике, в штате Халиско, входит в состав муниципалитета Касимиро-Кастильо и является его административным центром. Численность населения, по данным переписи 2020 года, составила 11 543 человека.

## Общие сведения
Поселение было основано Хилем Гонсалесом в 1890 году как асьенда Ла-Ресолана.
В 1934 году поселение получило статус деревни.
11 декабря 1943 года поселение стало административным центром новообразованного муниципалитета и получило название Касимиро-Кастильо в честь местного уроженца, депутата, сторонника аграрной реформы, убитого в 1925 году.
В 2003 году посёлку было возвращено название Ла-Ресолана.
Посёлок расположен в 230 км к юго-западу от столицы штата, города Гвадалахара, на федеральной трассе 80.

## Население
| Год  | Численность | Численность |
| ---- | ----------- | ----------- |
| 2000 | 10 656      | [ 8 ]       |
| 2005 | 9765        | [ 9 ]       |
| 2010 | 11 180      | [ 10 ]      |
| 2020 | 11 543      | [ 11 ]      |